# Lino Ziller
Lino Ziller (Revò, 9 maggio 1908 – Bolzano, 16 ottobre 1975) è stato un politico e partigiano italiano, primo sindaco di Bolzano nel secondo dopoguerra.

## Biografia
Nato a Revò, in val di Non, si trasferì con la famiglia a Bolzano nel 1922.
Durante la seconda guerra mondiale entrò nella resistenza, ed al termine del conflitto fu il rappresentante del Comitato di liberazione nazionale nel neonato quotidiano Alto Adige.
Perfettamente bilingue ed integrato nel tessuto sociale altoatesino, fu eletto nel 1948 come primo sindaco di Bolzano, anche grazie all'appoggio della SVP di Silvius Magnago, suo primo vicesindaco. Oltre al suo partito, la Democrazia Cristiana, ed all'SVP, fecero parte della prima giunta anche il PSI ed il PCI, che tuttavia uscirono dalla maggioranza il 22 settembre 1950.
Fu rieletto anche nella successiva legislatura 1953-1957, a capo di una giunta DC-SVP-PSDI.
Durante il suo primo mandato nacque, su iniziativa dello stesso Ziller, il Teatro Stabile di Bolzano, e la città ospitò per la prima volta l'adunata nazionale degli alpini.
Nel 1960 fu eletto nel consiglio provinciale di Bolzano, ed entrò a far parte della giunta provinciale come assessore alle finanze e al patrimonio.
In tre diversi periodi fu presidente dell'Hockey Club Bolzano: 1955-1960, 1964-1965 e 1966-1970.
Nel 2013, gli è stata intitolata una piazza a Bolzano, lungo via Roma.